# Třebešice
Třebešice är en ort i Tjeckien.   Den ligger i regionen Mellersta Böhmen, i den centrala delen av landet, 70 km öster om huvudstaden Prag. Třebešice ligger 227 meter över havet och antalet invånare är 221.
Terrängen runt Třebešice är lite kuperad. Runt Třebešice är det ganska glesbefolkat, med 31 invånare per kvadratkilometer. Närmaste större samhälle är Kolín, 14,8 km nordväst om Třebešice. Trakten runt Třebešice består till största delen av jordbruksmark.